# MoneyControl
MoneyControl ist eine Haushaltsbuch App, die von der deutschen Firma Priotecs IT GmbH entwickelt wird. Nutzer können mit MoneyControl persönliche Einnahmen und Ausgaben verwalten und ein Budget der privaten Finanzen erstellen. Die App ist in jeweils eigenen Versionen für iOS (iPhone, iPod touch und iPad), macOS, Android, Windows Phone und Windows, sowie als Web-Applikation verfügbar.
Die App wird weltweit angeboten und ist in vier Sprachen verfügbar. Laut Eigenangaben wurde die App bereits von mehr als drei Millionen Nutzern installiert. Im deutschsprachigen Raum ist die App nach Herstellerangaben marktführend.
MoneyControl wurde unter anderem mit dem MobilTech Award 2014 und dem Show Your App Award 2016 und 2017 ausgezeichnet.

## Funktionsumfang
Die Anwendung ermöglicht dem Nutzer die Aufzeichnungen der persönlichen Einnahmen und Ausgaben. Diese werden als einzelne Buchungen in die App eingetragen oder durch Vorlagen automatisch erstellt. Eine Onlinebankingfunktion zum direkten Abruf von Umsätzen von einer Bank ist nicht enthalten. Buchungen können mit verschiedenen Kategorien und Personen zugeordnet und so gruppiert und sortiert werden. Die Zuweisung der Buchungen zu unterschiedlichen Konten ist ebenfalls möglich.
Die eingegebenen Daten können ausgewertet und graphisch dargestellt werden. Einnahmen und Ausgaben werden automatisch aufgerechnet um dem Nutzer das verfügbare Finanzbudget anzuzeigen.
Nutzer können die Daten über verschiedene Cloud-Dienste auf mehreren Geräten synchronisieren. Familien und andere Personengruppen können so ein gemeinsames Haushaltsbuch führen.
Die App wird in einem Freemium Modell vertrieben: Download und Nutzung mit einem eingeschränkten Funktionsumfang sind kostenlos möglich. Der volle Funktionsumfang kann durch mehrere In-App Käufe freigeschaltet werden.

## Geschichte
Die erste Version von MoneyControl wurde im September 2011 veröffentlicht. Zunächst war die App nur für iOS ausgelegt. Im Juni 2013 folgte die Version für macOS. Versionen für Windows Phone und Windows 8 folgten im Dezember 2013 und im Februar 2014. Die Android-Version wurde im September 2014 veröffentlicht. Die Onlineversion wurde im Juni 2016 unter dem Namen Primoco gestartet.

## Rezensionen und Auszeichnungen
Gelobt werden häufig die einfache Bedienung und der Datenschutz. Neben Berichten in zahlreichen
Blogs
, Zeitschriften
und Fachmagazinen
war die App Bestandteil verschiedener
TV
und Radio Beiträge.
MoneyControl erhielt 2014 den von der Software & Support Media Group vergebenen MobileTech Award. 2016 folgte eine Auszeichnung mit dem Show Your App Award. Beim Lovie Award 2016 war MoneyControl zudem Shortlist-Kandidat der Kategorie Websites – Financial Services. 2017 wurde die App zum ebenfalls mit dem Publikumspreis des Show Your App Award ausgezeichnet.
De Nutzerbewertungen in Heise.de und Chip.de ergeben eine mittelmäßige Bewertung.